# Dayi, Hezhang
Dayi (kinesiska: 达依) är en socken i sydvästra Kina. Den ligger i Hezhang härad i staden Bijie i provinsen Guizhou, omkring 200 kilometer väster om provinshuvudstaden Guiyang. Antalet invånare är 18473. Befolkningen består av 9 084 kvinnor och 9 389 män. Barn under 15 år utgör 36 %, vuxna 15-64 år 56 %, och äldre över 65 år 6,0 %.